# Cyornis lemprieri
A Cyornis lemprieri a madarak (Aves) osztályának a verébalakúak (Passeriformes) rendjébe, ezen belül a légykapófélék (Muscicapidae) családjába tartozó faj.

## Rendszerezése
A fajt Richard Bowdler Sharpe angol ornitológus írta le 1884-ben, a Siphia nembe Siphia lemprieri néven.

## Előfordulása
Délkelet-Ázsiában, a Fülöp-szigetek területén honos. Természetes élőhelyei a szubtrópusi vagy trópusi lombhullató erdők. Állandó, nem vonuló faj.

## Megjelenése
Testhossza 16 centiméter, testtömege 21–22 gramm.

## Életmódja
Valószínűleg gerinctelenekkel táplálkozik.

## Természetvédelmi helyzete
Az elterjedési területe kicsi és az emberi tevékenység következtében még csökken is, ezáltal egyedszáma is csökken. A Természetvédelmi Világszövetség Vörös listáján mérsékelten fenyegetett fajként szerepel.